# ブリュースター郡 (テキサス州)
ブリュースター郡 (ブリュースターぐん、Brewster County) はアメリカ合衆国テキサス州に位置する郡である。2000年現在、ここの人口は8,866人である。ここの郡庁所在地はアルパインである。ブリュースター郡はテキサス州最大の面積を誇り、郡内にはビッグ・ベンド国立公園が存在する。

## 地理
アメリカ合衆国統計局によると、この郡は総面積16,039 km2 (6,193 mi2) である。すべてが陸地で、郡内に水地域は存在しないことになっている。

### 隣接する郡

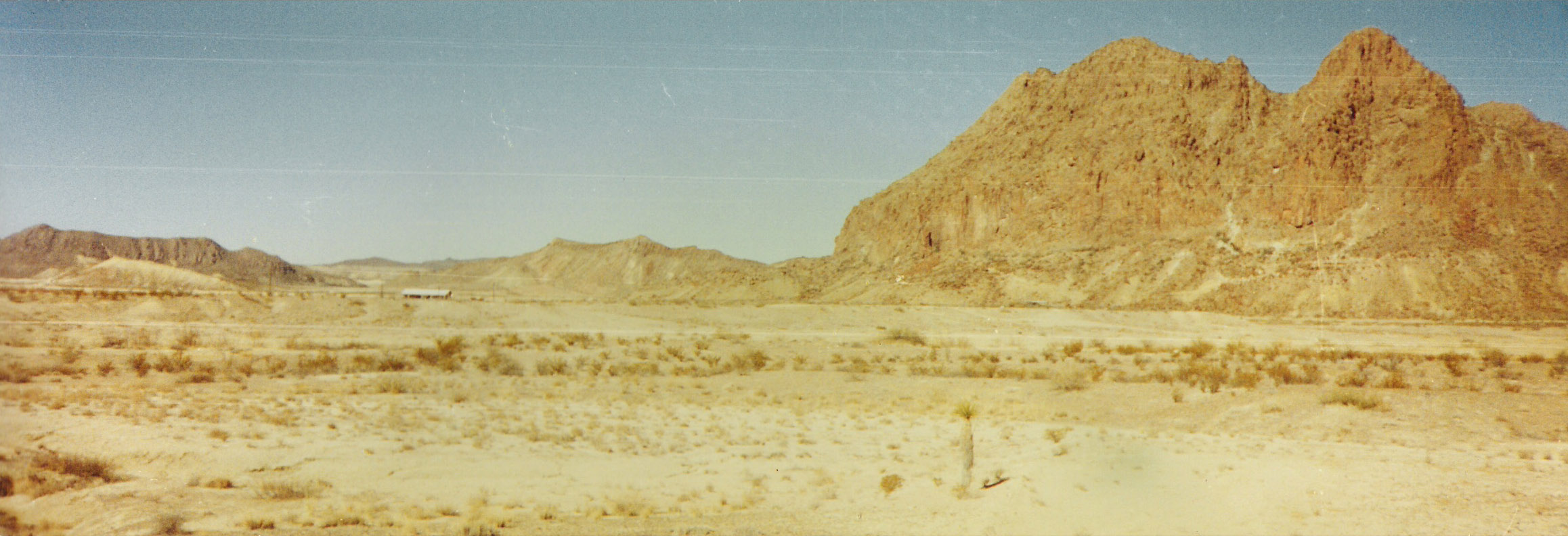
ブリュースター郡ターリンガの風景1

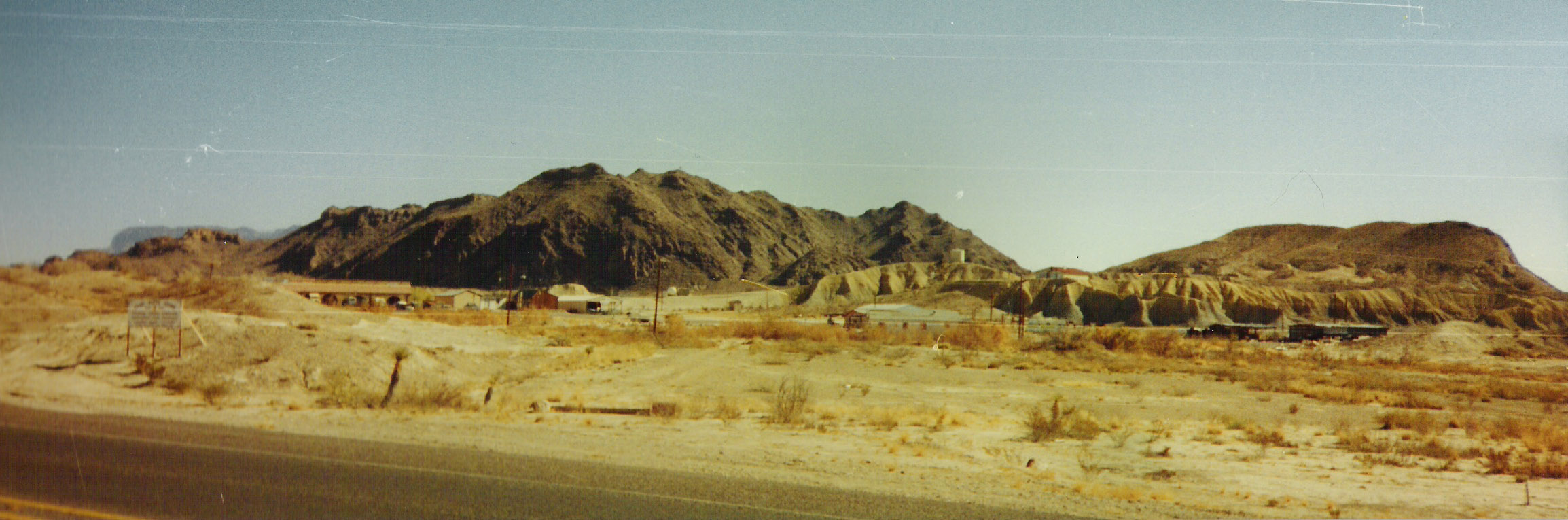
ブリュースター郡ターリンガの風景2

- ペコス郡  (北)
- テレル郡  (北東)
- プレシディオ郡  (西)
- ジェフデイビス郡  (北西)
- チワワ州、(メキシコ)  (南西)
- コアウィラ州、(メキシコ)  (南東)

## 人口動勢
2000年現在の国勢調査で、この郡は人口3,669人、9,061世帯、及び2,216家族が暮らしている。人口密度は1/km2 (1/mi2) である。0/km2 (1/mi2) の平均的な密度に4,614軒の住宅が建っている。この郡の人種的な構成は白人 81.09 %、アフリカン・アメリカン1.22 %、先住民0.85 %、アジア0.37 %、太平洋諸島系0.06 %、その他の人種13.44 %、及び混血2.98 %である。ここの人口の43.62 %はヒスパニックまたはラテン系である。
この郡内の住民は22.20 %が18歳未満の未成年、18歳以上24歳以下が14.80 %、25歳以上44歳以下が24.50 %、45歳以上64歳以下が23.90 %、及び65歳以上が14.60 %にわたっている。中央値年齢は36歳である。女性100人ごとに対して男性は99.00人である。18歳以上の女性100人ごとに対して男性は98.40人である。
この郡内の世帯ごとの平均的な収入は27,386米ドルであり、家族ごとの平均的な収入は33,962米ドルである。男性は26,934米ドルに対して女性は21,250米ドルの平均的な収入がある。この郡の一人当たりの収入 (per capita income) は15,183米ドルである。人口の18.20 %及び家族の12.60 %は貧困線以下である。全人口のうち18歳未満の20.80 %及び65歳以上の13.00 %は貧困線以下の生活を送っている。

## 都市
- アルパイン(Alpine)